# Rodolfo III di Sassonia-Wittenberg
Rodolfo III di Sassonia-Wittenberg (Wittenberg, 1373 – Boemia, 11 giugno 1419), fu Duca di Sassonia-Wittenberg dal 1388 sino alla sua morte.

## Biografia
Rodolfo III era il figlio primogenito di Venceslao I di Sassonia-Wittenberg e di sua moglie, Cecilia da Carrara, figlia del conte di Padova Francesco I da Carrara.
Come primogenito, alla morte del padre nel 1388, Rodolfo III ottenne il governo del ducato di Sassonia-Wittenberg e fu ben presto coinvolto in una disputa con l'Arcivescovato di Magneburgo ma non mancò di munificare la chiesa prepositurale di Ognissanti a Wittenberg, fondata dalla sua famiglia.
Nel 1419 l'imperatore Sigismondo inviò Rodolfo III a reprimere la rivolta degli hussiti che tentarono di dare inizio alla Prima defenestrazione di Praga. Egli morì sulla via verso la Boemia, probabilmente avvelenato e venne sepolto nel monastero francescano di Wittenberg. Il suo sarcofago venne spostato nella chiesa di Ognissanti di Wittenberg nel XIX secolo e poi nella tomba di famiglia durante la Seconda Guerra mondiale.

## Matrimonio e figli
Rodolfo sposò tra il 1387 ed il 1389 Anna di Meißen (m. 4 luglio 1395), figlia di Baldassarre, margravio di Meißen e langravio di Turingia. Da questo matrimonio nacquero i seguenti figli:
- Scolastica (1393–1463), sposò il duca Giovanni I di Żagań
- Rodolfo (m. 1406),
- Venceslao (m. 1407),

Dopo la morte della prima moglie, nel marzo del 1396 si risposò con Barbara (1384 - 17 maggio 1435), figlia del duca Rupert I di Legnica. Da questo matrimonio nacquero i seguenti figli:
- Sigismondo (m. 1407),
- Barbara (1405–1465), sposò il margravio Giovanni di Brandeburgo-Kulmbach

## Altri progetti

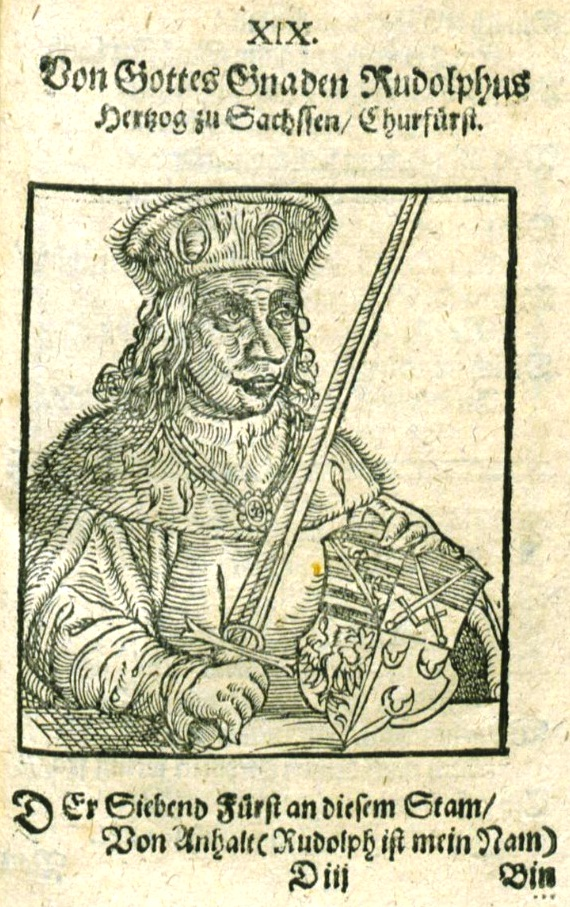
Immagine di Rodolfo III.

## Ascendenza
|                                    |                       |                             | Genitori              |  |  | Nonni |  |  | Bisnonni               |  |  | Trisnonni             |  |
|                                    |                       |                             |                       |  |  |       |  |  | Alberto II di Sassonia |  |  | Alberto I di Sassonia |  |
|                                    |                       |                             |                       |  |  |       |  |  | Alberto II di Sassonia |  |  | Alberto I di Sassonia |  |
|                                    |                       | Elena di Brunswick-Lüneburg |                       |  |  |       |  |  | Alberto II di Sassonia |  |  |                       |  |
| Rodolfo I di Sassonia-Wittenberg   |                       |                             |                       |  |  |       |  |  | Alberto II di Sassonia |  |  |                       |  |
|                                    |                       | Agnese d'Asburgo            | Rodolfo I d'Asburgo   |  |  |       |  |  |                        |  |  |                       |  |
|                                    |                       | Agnese d'Asburgo            | Rodolfo I d'Asburgo   |  |  |       |  |  |                        |  |  |                       |  |
|                                    |                       | Agnese d'Asburgo            | Gertrude di Hohenberg |  |  |       |  |  |                        |  |  |                       |  |
| Venceslao I di Sassonia-Wittenberg |                       | Agnese d'Asburgo            |                       |  |  |       |  |  |                        |  |  |                       |  |
|                                    |                       | Ulrico I di Lindow-Ruppin   | …                     |  |  |       |  |  |                        |  |  |                       |  |
|                                    |                       | Ulrico I di Lindow-Ruppin   | …                     |  |  |       |  |  |                        |  |  |                       |  |
|                                    |                       | Ulrico I di Lindow-Ruppin   | …                     |  |  |       |  |  |                        |  |  |                       |  |
| Agnese di Lindow-Ruppin            |                       | Ulrico I di Lindow-Ruppin   |                       |  |  |       |  |  |                        |  |  |                       |  |
|                                    |                       | Adelheid von Schladen       | …                     |  |  |       |  |  |                        |  |  |                       |  |
|                                    |                       | Adelheid von Schladen       | …                     |  |  |       |  |  |                        |  |  |                       |  |
|                                    |                       | Adelheid von Schladen       | …                     |  |  |       |  |  |                        |  |  |                       |  |
| Rodolfo III di Sassonia-Wittenberg |                       | Adelheid von Schladen       |                       |  |  |       |  |  |                        |  |  |                       |  |
|                                    | Giacomo II da Carrara | Nicolò da Carrara           |                       |  |  |       |  |  |                        |  |  |                       |  |
|                                    | Giacomo II da Carrara | Nicolò da Carrara           |                       |  |  |       |  |  |                        |  |  |                       |  |
|                                    | Giacomo II da Carrara | …                           |                       |  |  |       |  |  |                        |  |  |                       |  |
| Francesco I da Carrara             | Giacomo II da Carrara |                             |                       |  |  |       |  |  |                        |  |  |                       |  |
|                                    |                       | Lieta Forzatè               | …                     |  |  |       |  |  |                        |  |  |                       |  |
|                                    |                       | Lieta Forzatè               | …                     |  |  |       |  |  |                        |  |  |                       |  |
|                                    |                       | Lieta Forzatè               | …                     |  |  |       |  |  |                        |  |  |                       |  |
| Cecilia da Carrara                 |                       | Lieta Forzatè               |                       |  |  |       |  |  |                        |  |  |                       |  |
|                                    |                       | Pataro Buzzaccarini         | Aleduse Buzzaccarini  |  |  |       |  |  |                        |  |  |                       |  |
|                                    |                       | Pataro Buzzaccarini         | Aleduse Buzzaccarini  |  |  |       |  |  |                        |  |  |                       |  |
|                                    |                       | Pataro Buzzaccarini         | …                     |  |  |       |  |  |                        |  |  |                       |  |
| Fina Buzzaccarini                  |                       | Pataro Buzzaccarini         |                       |  |  |       |  |  |                        |  |  |                       |  |
|                                    |                       | …                           | …                     |  |  |       |  |  |                        |  |  |                       |  |
|                                    |                       | …                           | …                     |  |  |       |  |  |                        |  |  |                       |  |
|                                    |                       | …                           | …                     |  |  |       |  |  |                        |  |  |                       |  |
|                                    |                       | …                           |                       |  |  |       |  |  |                        |  |  |                       |  |